# Wynau
Wynau [ˈviːnaʊ] ist eine politische Gemeinde im Verwaltungskreis Oberaargau des Kantons Bern in der Schweiz.
Unter dem Namen Wynau bestehen neben der Einwohnergemeinde auch eine evangelisch-reformierte Kirchgemeinde und eine Burgergemeinde.
Die Gemeinde besteht aus den Ortsteilen Wynau, Oberwynau, Aegerten und Obermurgenthal (ehemals Murgeten).

## Geographie
Wynau liegt im Oberaargau im Schweizer Mittelland. Die Gemeinde liegt ganz im Nordosten des Kantons Bern und grenzt an die Kantone Aargau und Solothurn. Die nördliche Gemeindegrenze bildet die Aare mit dem Gebiet Aareknie Wolfwil-Wynau, das im Bundesinventar der Landschaften und Naturdenkmäler von nationaler Bedeutung (BLN) aufgeführt und seit 1996 durch das Bundesgesetz geschützt ist.
Die Nachbargemeinden von Wynau sind Wolfwil (SO), Murgenthal (AG), Roggwil, Aarwangen und Schwarzhäusern. Ein Dreikantoneeck zu den Kantonen Aargau und Solothurn findet sich an der Mündung der Murg in die Aare.
Im Südwesten des Gemeindegebiets befindet sich der Wynauberg mit der höchsten Stelle Höchi auf 528 m ü. M. Südlich davon liegt das Erlenmoos noch auf dem Gebiet von Wynau. Ein Teil davon bildet zusammen mit dem Mumenthaler Weiher ein Feuchtgebiet, das als Amphibienlaichgebiet von nationaler Bedeutung geschützt ist und zur Region Wässermatten in den Tälern der Langete, der Rot und der Önz des Bundesinventars der Landschaften und Naturdenkmäler von nationaler Bedeutung gehört.
Der Spiegel der Aare bei der Mündung der Murg nordöstlich von Wynau ist mit 401,5 m ü. M. der tiefste Punkt des Kantons Bern.

### Klima
Für die Normalperiode 1991–2020 betrug die Jahresmitteltemperatur 9,6 °C, wobei im Januar mit 0,7 °C die kältesten und im Juli mit 19,0 °C die wärmsten Monatsmitteltemperaturen gemessen wurden. Im Mittel sind hier rund 92 Frosttage und 16 Eistage zu erwarten. Sommertage gibt es im Jahresmittel rund 53, während im Schnitt 12 Hitzetage zu verzeichnen sind. Die Messstation von MeteoSchweiz liegt auf einer Höhe von 422 m ü. M.
|                        | Jan  | Feb  | Mär  | Apr  | Mai  | Jun  | Jul  | Aug  | Sep  | Okt  | Nov  | Dez  |   |       |
| Mittl. Temperatur (°C) | 0,7  | 1,3  | 5,2  | 9,2  | 13,5 | 17,3 | 19,0 | 18,4 | 14,2 | 9,7  | 4,6  | 1,5  | ⌀ | 9,6   |
| Mittl. Tagesmax. (°C)  | 3,4  | 5,5  | 10,8 | 15,3 | 19,5 | 23,3 | 25,2 | 24,8 | 20,0 | 14,2 | 7,7  | 3,8  | ⌀ | 14,5  |
| Mittl. Tagesmin. (°C)  | −2,2 | −2,5 | 0,2  | 3,3  | 7,8  | 11,6 | 13,3 | 13,1 | 9,5  | 6,1  | 1,7  | −1,1 | ⌀ | 5,1   |
|                        |      |      |      |      |      |      |      |      |      |      |      |      |   |       |
| Niederschlag (mm)      | 83   | 67   | 74   | 76   | 110  | 103  | 117  | 115  | 90   | 90   | 82   | 101  | Σ | 1108  |
|                        |      |      |      |      |      |      |      |      |      |      |      |      |   |       |
| Sonnenstunden (h/d)    | 1,3  | 2,7  | 4,3  | 5,7  | 6,2  | 7,3  | 7,7  | 6,9  | 5,1  | 2,9  | 1,4  | 0,9  | ⌀ | 4,4   |
|                        |      |      |      |      |      |      |      |      |      |      |      |      |   |       |
| Regentage (d)          | 10,2 | 9,3  | 9,8  | 9,8  | 12,2 | 10,9 | 11,1 | 11,3 | 9,2  | 10,5 | 10,5 | 11,6 | Σ | 126,4 |
|                        |      |      |      |      |      |      |      |      |      |      |      |      |   |       |
| Luftfeuchtigkeit (%)   | 86   | 82   | 77   | 73   | 75   | 74   | 74   | 78   | 82   | 87   | 88   | 88   | ⌀ | 80,3  |

| −2,2 |

| −2,5 |

| 0,2 |

| 3,3 |

| 7,8 |

| 11,6 |

| 13,3 |

| 13,1 |

| 9,5 |

| 6,1 |

| 1,7 |

| −1,1 |

| −2,2 |

| −2,5 |

| 0,2 |

| 3,3 |

| 7,8 |

| 11,6 |

| 13,3 |

| 13,1 |

| 9,5 |

| 6,1 |

| 1,7 |

| −1,1 |

## Bevölkerung
| Bevölkerungsentwicklung | Bevölkerungsentwicklung | Bevölkerungsentwicklung | Bevölkerungsentwicklung | Bevölkerungsentwicklung | Bevölkerungsentwicklung | Bevölkerungsentwicklung | Bevölkerungsentwicklung | Bevölkerungsentwicklung | Bevölkerungsentwicklung | Bevölkerungsentwicklung | Bevölkerungsentwicklung | Bevölkerungsentwicklung | Bevölkerungsentwicklung |
| ----------------------- | ----------------------- | ----------------------- | ----------------------- | ----------------------- | ----------------------- | ----------------------- | ----------------------- | ----------------------- | ----------------------- | ----------------------- | ----------------------- | ----------------------- | ----------------------- |
| Jahr                    | 1 850                   | 1880                    | 1900                    | 1930                    | 1950                    | 1960                    | 1970                    | 1980                    | 1990                    | 2000                    | 2010                    | 2015                    | 2023                    |
| Einwohner               | 937                     | 1'104                   | 1'202                   | 1'485                   | 1'594                   | 1'781                   | 1'753                   | 1'603                   | 1'714                   | 1'584                   | 1'540                   | 1'620                   | 1'708                   |

## Geschichte

Kirche und Pfarrhaus Wynau (1824), Aquatinta von Jakob Samuel Weibel

Luftbild von Walter Mittelholzer (1918–1937)

Bronzezeitliche Funde weisen auf Besiedlung am Aareufer und bei der Ziegelhütte hin. Am Hoferrain-Birchi finden sich Reste eines römischen Gutshofs, im Aarelauf wurden Teile eines römischen Ruderschiffs gefunden. Der ansässige Adel, die Freiherren von Bechburg, die Grafen von Falkenstein und die Herren von Aarwangen, besassen im 13. und 14. Jahrhundert Güter und Vogteien, die nach und nach in den Besitz des Klosters St. Urban übergingen. Die Stadt Bern übernahm 1406 von den Grafen von Kyburg die Landgrafschaft Burgund, mit dem Landgericht Murgeten. 1413 ordnete Bern mit St. Urban die Gerichtsrechte neu. Wynau und Obermurgenthal wurden dem Niedergericht Roggwil und damit dem Amt Wangen zugewiesen. In der Helvetik kam Wynau 1798 zum Distrikt Langenthal und 1803 zum Amtsbezirk Aarwangen.

## Wirtschaft

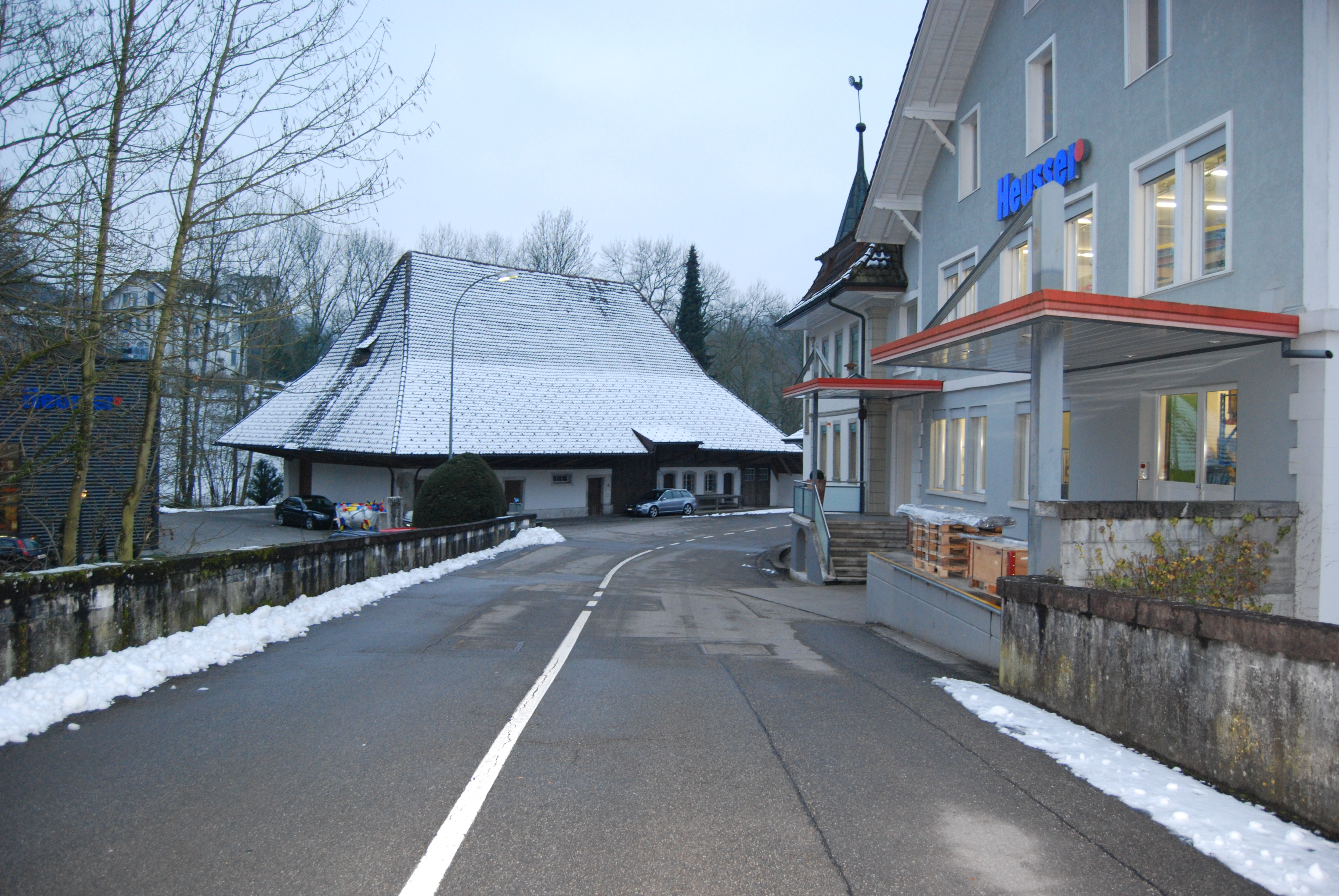
Blick von der Murgbrücke in Richtung Wynau

In Wynau steht ein Flusskraftwerk, welches die Aare staut. Es wurde 1894–1896 von der Firma Siemens & Halske erbaut, die zu diesem Zweck zahlreiche italienische Bauarbeiter nach Wynau holte. Die Aktiengesellschaft Elektrizitätswerke Wynau befand sich im Besitz der Basler Handelsbank und der Deutschen Disconto-Gesellschaft, bevor sie 1903 von Langenthal und weiteren oberaargauischen Gemeinden (darunter Wynau) übernommen wurde. Erst ab diesem Zeitpunkt wurde auch die Gemeinde Wynau mit Elektrizität versorgt. Das Kraftwerk wurde 1992–1996 vollständig erneuert.

### Verkehr
An der südlichen Gemeindegrenze führt die Bahnlinie Langenthal–Olten entlang, es gibt auch einen Bahnhof Roggwil-Wynau. Damit liegt die Gemeinde in der Nähe des Schweizer Eisenbahnknotenpunktes Olten und des Autobahnknotens Härkingen. Durch das Dorf führt darüber hinaus die Hauptstrasse 1 von Bern nach Zürich. Über die Aare gibt es die Fähre Wolfwil–Wynau.

## Sehenswürdigkeiten
- Die reformierte Kirche und das Pfarrhaus.[9]

## Wappen
| Wappen von Wynau | Blasonierung: «In Silber eine blaue Traube an grünem Stiel, mit zwei Blättern und einer Ranke.» |
| Wappen von Wynau | Wappenbegründung: Redendes Wappen, bekannt seit 1700. In der heutigen Form 1945 festgelegt.     |

## Persönlichkeiten
- Albert Steffen (* 1884 in Wynau; † 1963 in Dornach), Schriftsteller und Anthroposoph